# Huisstijlen in het openbaar vervoer van Oostenrijk
De huisstijlen in het openbaar vervoer geven vooral weer de uitvoering van grafische vormgeving die openbaarvervoerbedrijven gebruiken om zichzelf herkenbaar en onderscheidend te maken naar het publiek. Dit artikel geeft een overzicht van die huisstijlen in Oostenrijk.

## Overzicht huisstijlen
| Kleur(en)         | Informatie                                                                               | Afbeelding         |
| Albus Salzburg    | Albus Salzburg                                                                           | Albus Salzburg     |
| ----------------- | ---------------------------------------------------------------------------------------- | ------------------ |
|                   | Volledig witte bussen                                                                    |                    |
| Bahnbus           |                                                                                          |                    |
|                   | Volledig rode bussen                                                                     |                    |
| Dr. Richard       |                                                                                          |                    |
|                   | Rode basis met grijze schortplaten en een witte dak.                                     |                    |
| GVB               |                                                                                          |                    |
|                   | Crèmekleurige basis met kikkergroene schortplaten en een lichtgroene lijn rondom de tram |                    |
| IVB               |                                                                                          |                    |
|                   | Witte basis met een donkergrijze dikke streep op de zijkant van de bus onder de ramen.   | Afbeelding gewenst |
|                   | Volledig rode trams met een bordeauxrode neus onder de raam.                             |                    |
| Linz AG           |                                                                                          |                    |
|                   | Grijze basis met op de hoeken en boven de raam op de zijkant een oranje verticale streep |                    |
|                   | Witte basis met onder de raam een oranje streep rondom de tram                           |                    |
| MVG               |                                                                                          |                    |
|                   | Blauwe basis met een grote witte vlak op de zijkanten van de bus                         |                    |
| StadtBus Salzburg |                                                                                          |                    |
|                   | Crèmekleurige basis met een rode bumper en grijze schortplaten                           |                    |